# 응용화학
응용화학(應用化學)은 화학 연구 중 화학 물질과 화학 과정에 대한 지식을 실용적으로 이용하는 분야로 공업·농업·환경 화학이 있다. 공업 화학은 원료 물질을 화학적으로 생산하거나, 공업 제품을 개발·연구·통제하는 분야이고, 농업 화학은 비료나 살충제를 개발하고, 농작물의 생장과 관련된 화학 과정을 연구하는 분야이며, 환경 화학은 환경에 관련된 화학 과정을 비롯한 다른 요소들과 생명체와의 관계를 연구하고 관찰하며, 통제하는 분야이다.